# Kuplevaha, Lîpova Dolîna
Kuplevaha (în ucraineană Куплеваха) este un sat în comuna Beieve din raionul Lîpova Dolîna, regiunea Sumî, Ucraina.

## Demografie
Componența lingvistică a localității Kuplevaha
     Ucraineană (95,56%)
     Rusă (2,22%)
Conform recensământului din 2001, majoritatea populației localității Kuplevaha era vorbitoare de ucraineană (95,56%), existând în minoritate și vorbitori de rusă (2,22%).